# Iphiclides
Genre
Le genre Iphiclides regroupe des insectes lépidoptères de la famille des Papilionidae et de la sous-famille des Papilioninae.

## Systématique
Le genre Iphiclides a été décrit par l'entomologiste allemand Jakob Hübner en 1819. Le nom évoque l'argonaute Iphiclos, l'un des compagnons de Jason. L'espèce type pour le genre est Papilio podalirius Linnaeus, 1758.

### Synonyme
- Podalirius Swainson, [1833] [2]

### Taxinomie
Liste des espèces
- Iphiclides feisthamelii (Duponchel, 1832) ou Iphiclides podalirinus ssp feisthamelii  — Voilier blanc.
- Iphiclides podalirinus (Oberthür, 1890) présent au Tibet.
- Iphiclides podalirius (Linnaeus, 1758) — Flambé. Espèce type pour le genre.
  - Iphiclides podalirius podalirius présent dans le centre et le sud de l'Europe.
  - Iphiclides podalirius persica Verity, 1911
  - Iphiclides podalirius virgatus (Butler, 1865).

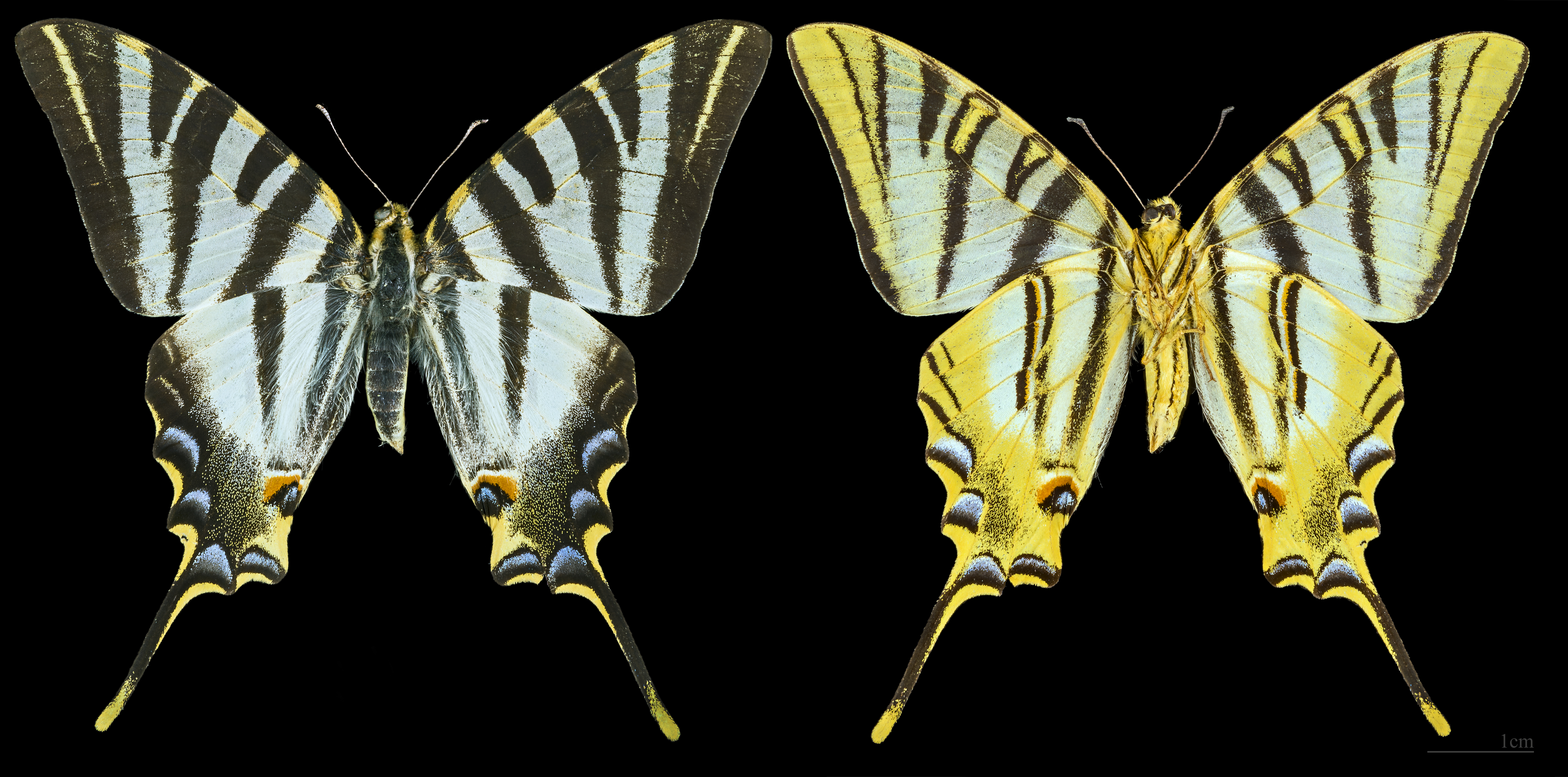
Iphiclides feisthamelii
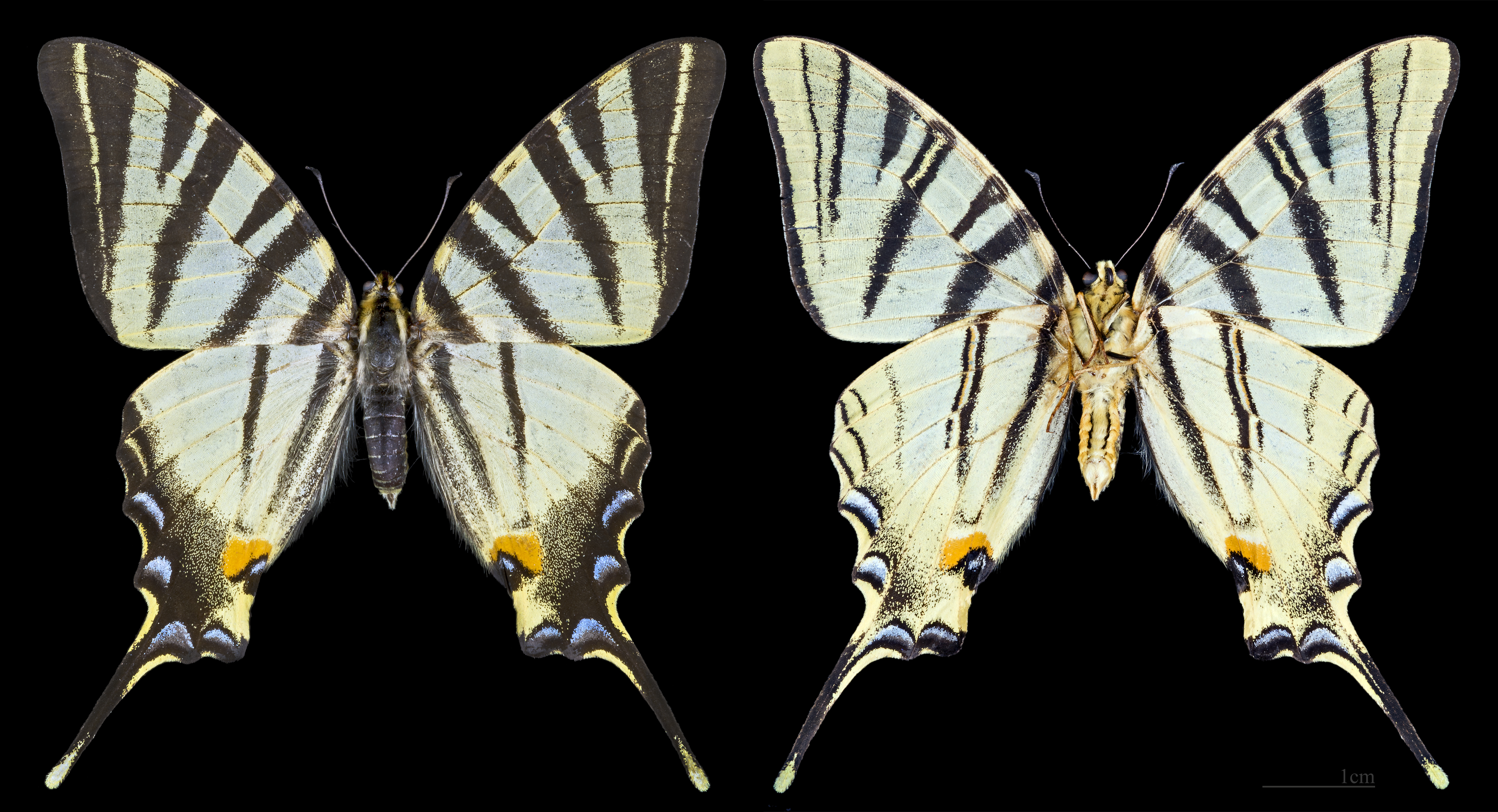
Iphiclides podalirius